# Route nationale 541 (Espagne)
Pour les articles homonymes, voir Route nationale 541 (homonymie).
La N-541 est une route nationale espagnole qui relie Pontevedra à Ourense. La nomenclature actuelle de cette route, ainsi que du reste des routes nationales en Espagne, a été établie dans le quatrième plan routier général de 1939-41 (Plan Peña). 

## Tracé
De Ourense à Barbantes (Punxín), son itinéraire coïncide avec celui de la route N-120. Après avoir traversé le village de Maside et la petite ville de O Carballiño, la commune de Boborás et sa frontière avec O Irixo, elle couronne le sommet d'O Paraño (800 m) pour entrer dans la commune de Beariz, puis atteint la province de Pontevedra.  
La route traverse le village de Soutelo de Montes ( Forcarei) et se connecte à la route PO-534 qui vient de Lalín. 
De Folgoso, son itinéraire est parallèle au fleuve Lérez. Après avoir traversé Cerdedo, la N-541 traverse la paroisse civile de Pedre. Dans les années 1970, une déviation a été faite pour éviter de traverser les villages de Vichocuntín et Pedre, ainsi que Ponte do Barco et Dorna déjà dans la paroisse civile de Sacos. 
La N-541 traverse la commune de Cotobade à San Xurxo de Sacos, Viascón et Tenorio, où a également été réalisée une déviation. Puis elle atteint la paroisse civile de Bora, dans la commune de Pontevedra et après avoir traversé les routes PO-224 (Bora-Xeve), PO-233 (Bora-A Chan) et PO-542 (Bora-O Marco), elle traverse la rivière Almofrei près de son embouchure.  
Après avoir traversé la paroisse civile pontevedrienne de Mourente, la route se termine à Pontevedra sur l'Avenue de Lugo, devenant après Rue Docteur Loureiro Crespo. 
Jusqu'au milieu du XIXe siècle, l'entrée de la ville par l'est se faisait par Sainte Marguerite, A Seca et devant le couvent Sainte-Claire, mais depuis lors, la route s'est étendue jusqu'à la rue du Progrès (aujourd'hui Rue Benito Corbal). 
En 1844, une variante d'environ 3 km de long et avec des alignements rectilignes dans la plupart de son tracé a été ouverte (formée par l'actuelle Avenue de Lugo, Rue Doctor Loureiro Crespo et la Rue Benito Corbal), qui depuis la zone de Valdecorvos arrivait directement à l'église de la Vierge Pèlerine, évitant ainsi la route ancestrale qui venait de Madrid et de Castille et qui entrait dans la ville par A Seca et les actuelles rues Camino Viejo de Castilla, Padre Fernando Olmedo et Santa Clara.
Dans le dernier quart du XXe siècle, à la suite des travaux d'élargissement de cette route, quatre groupes des six qui composaient la station de pétroglyphes d'A Portela da Laxe, à Viascón (Cerdedo-Cotobade), ont été détruits.

## Galerie d'images

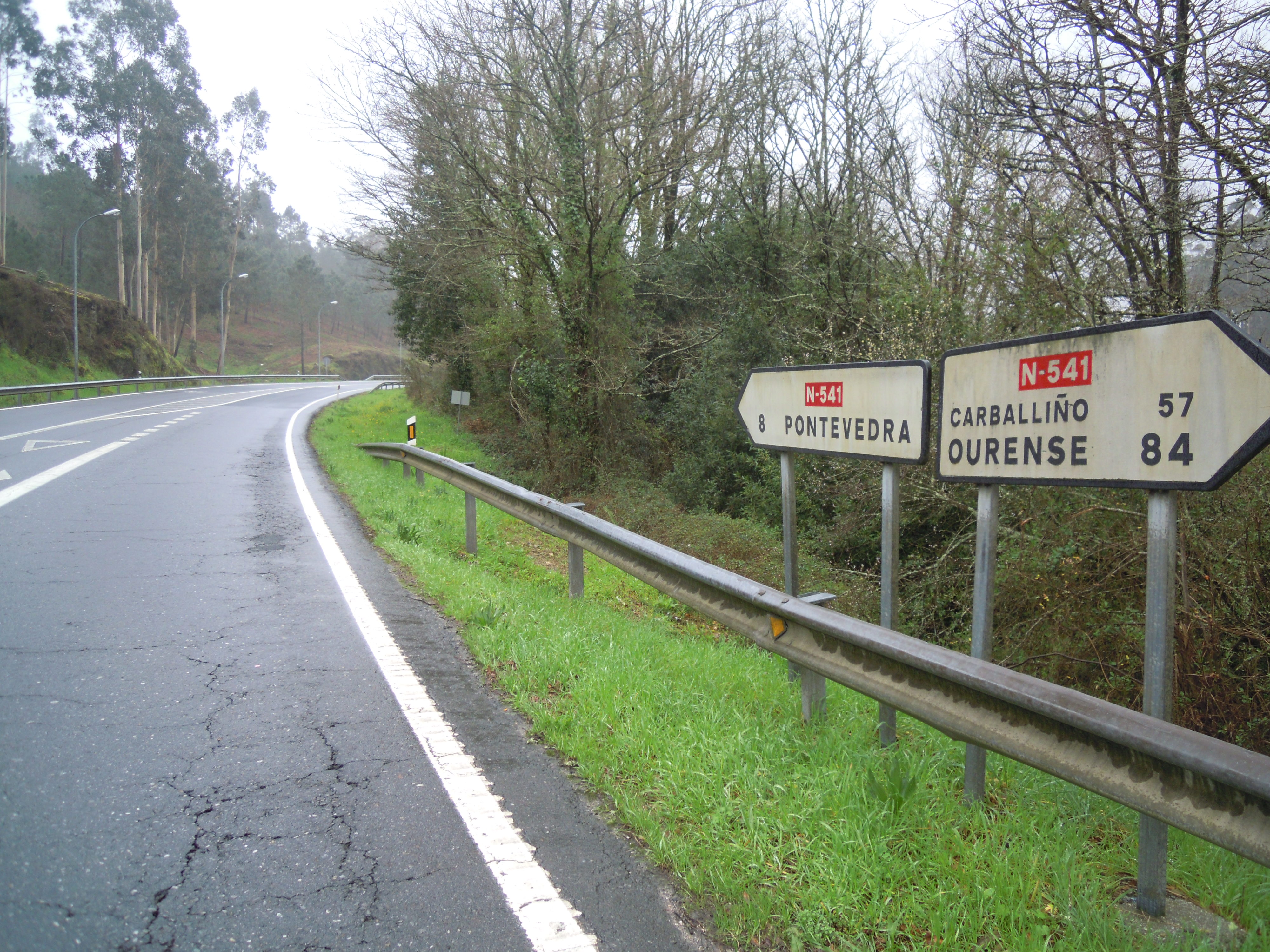
Panneaux de signalisation à 8 km de Pontevedra
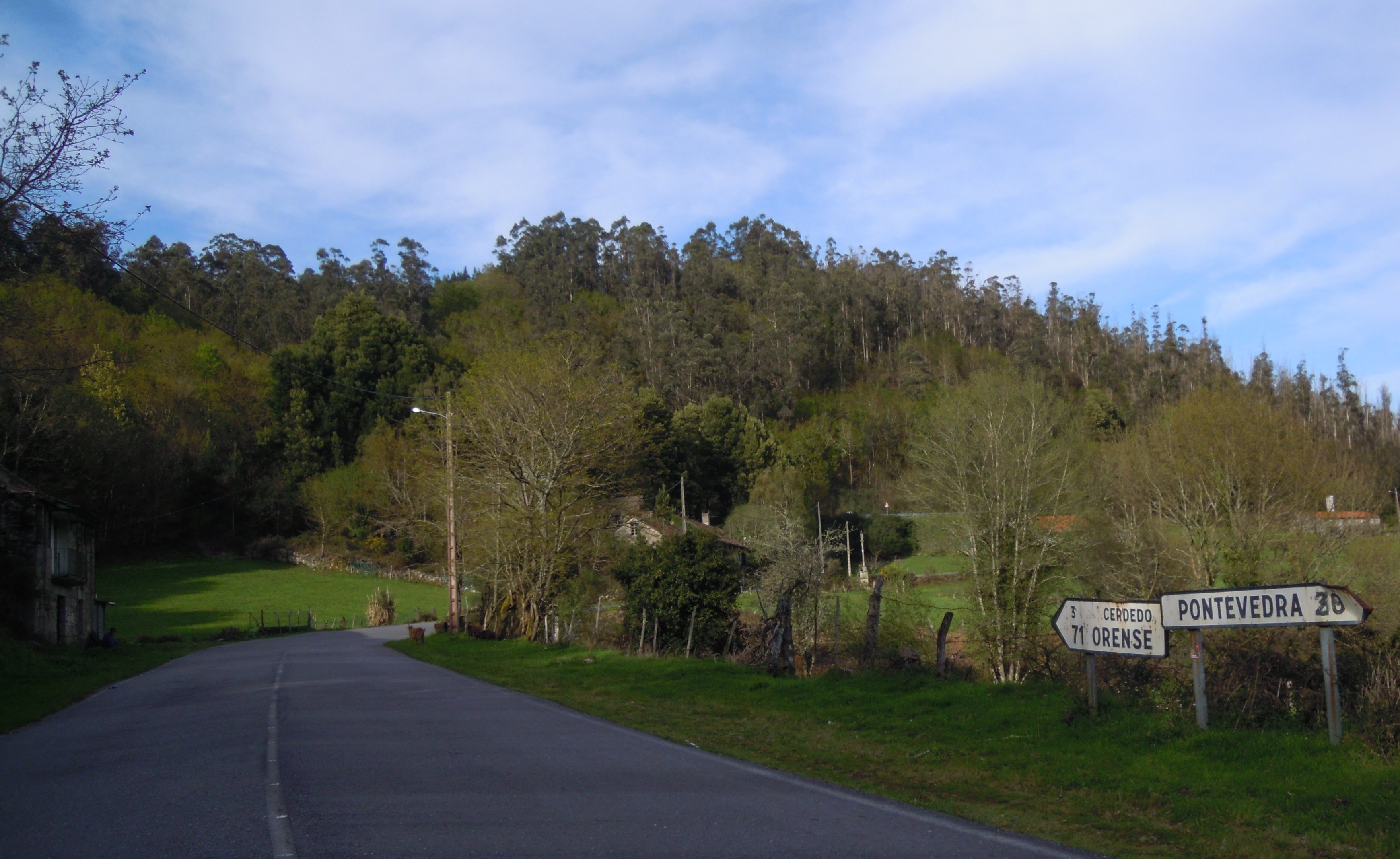
Panneaux de signalisation sur un tronçon de route abandonné à Vichocuntín, Pedre, Cerdedo-Cotobade.
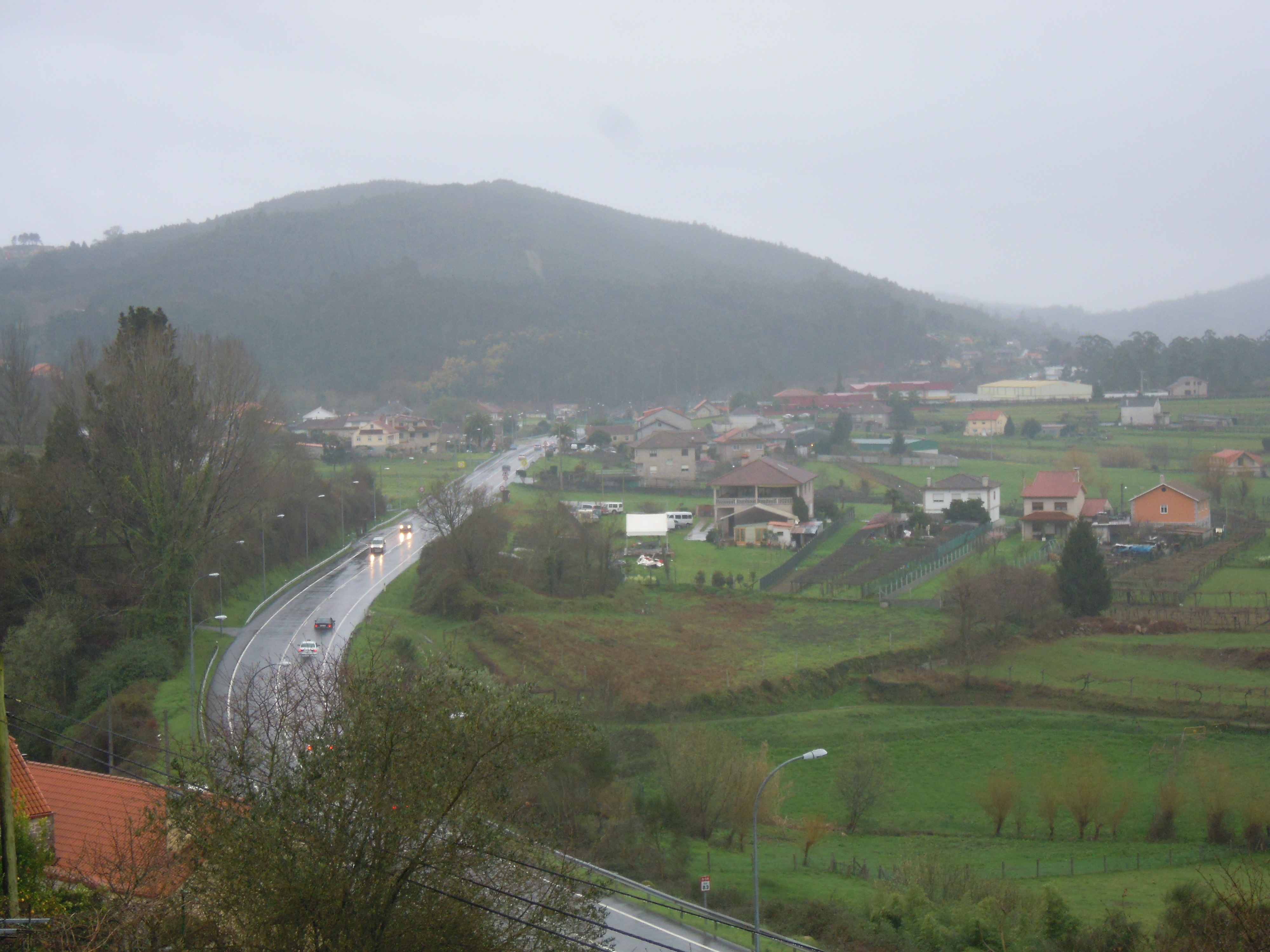
N-541 à Tenorio
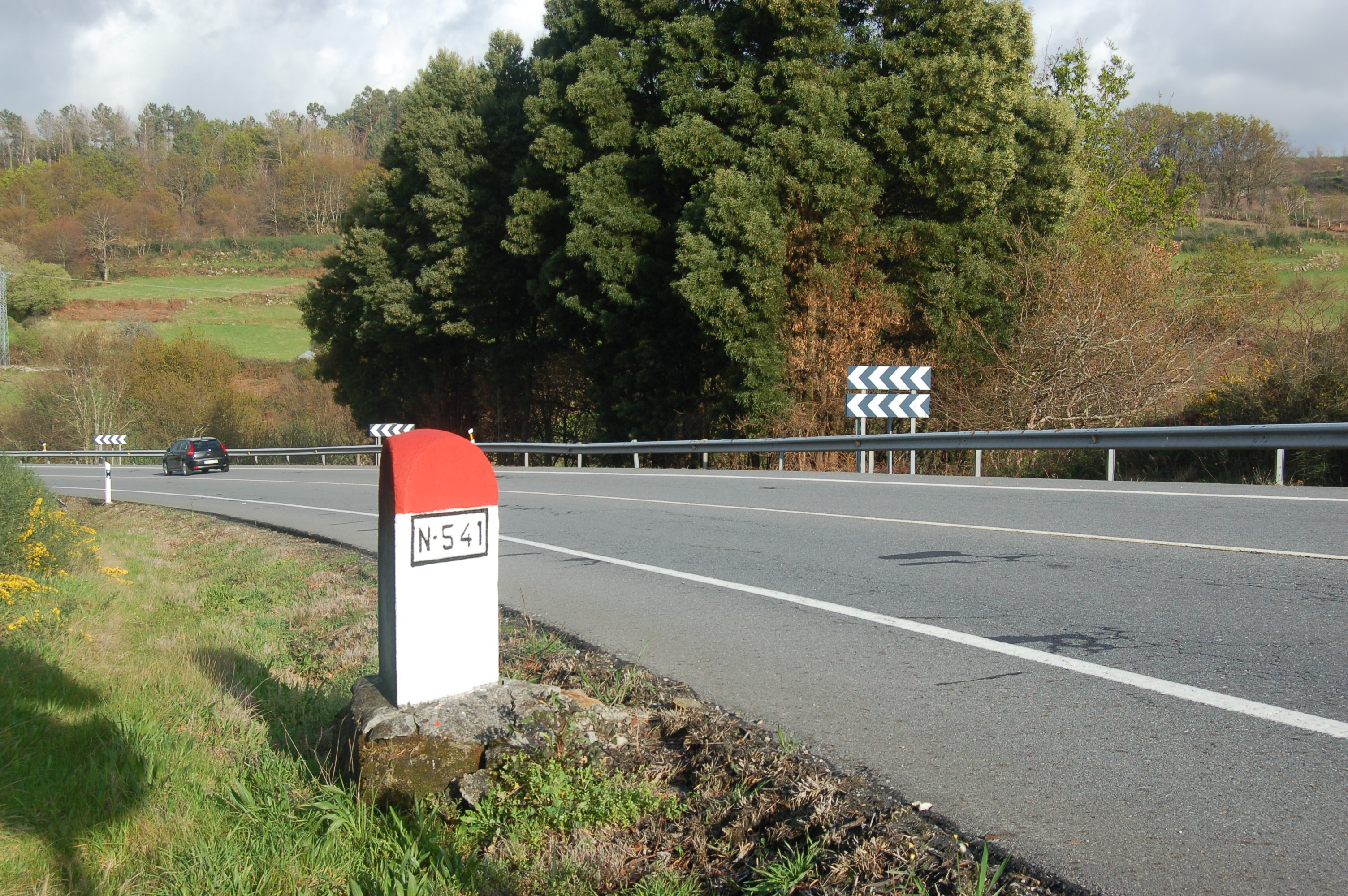
Borne kilométrique à Sacos
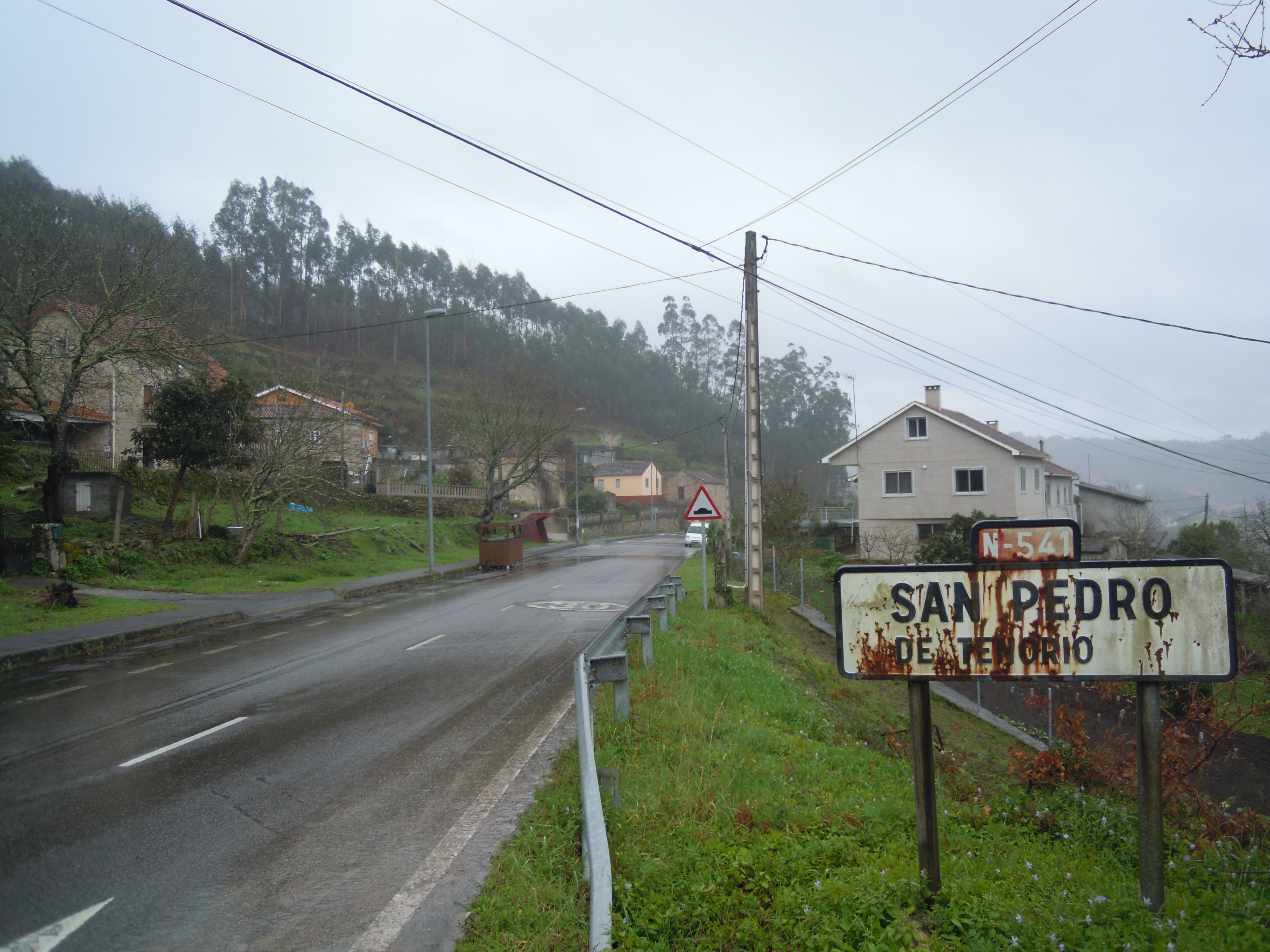
Ancien tronçon de route à l'entrée de Tenorio
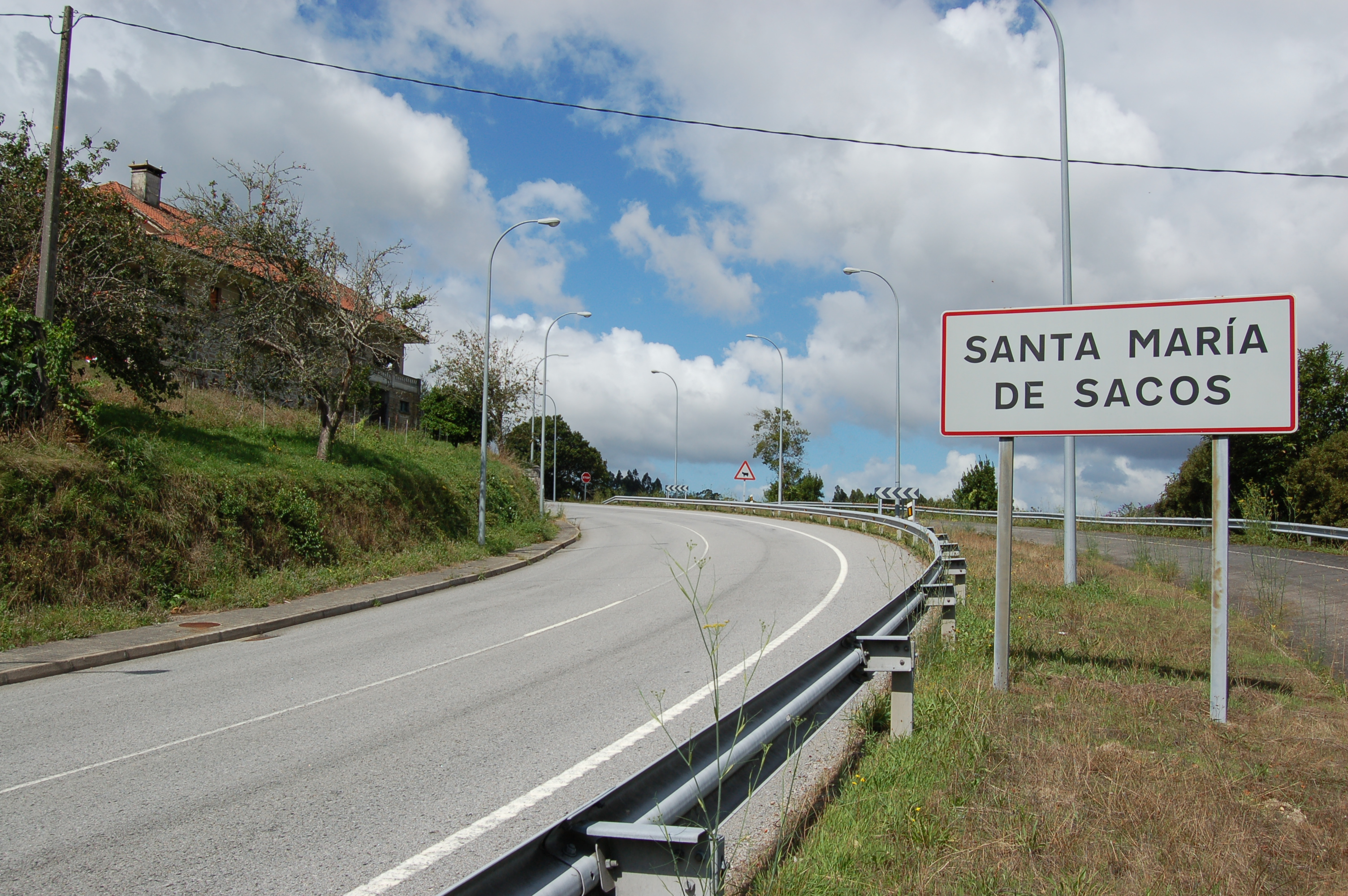
Panneau à Santa María de Sacos
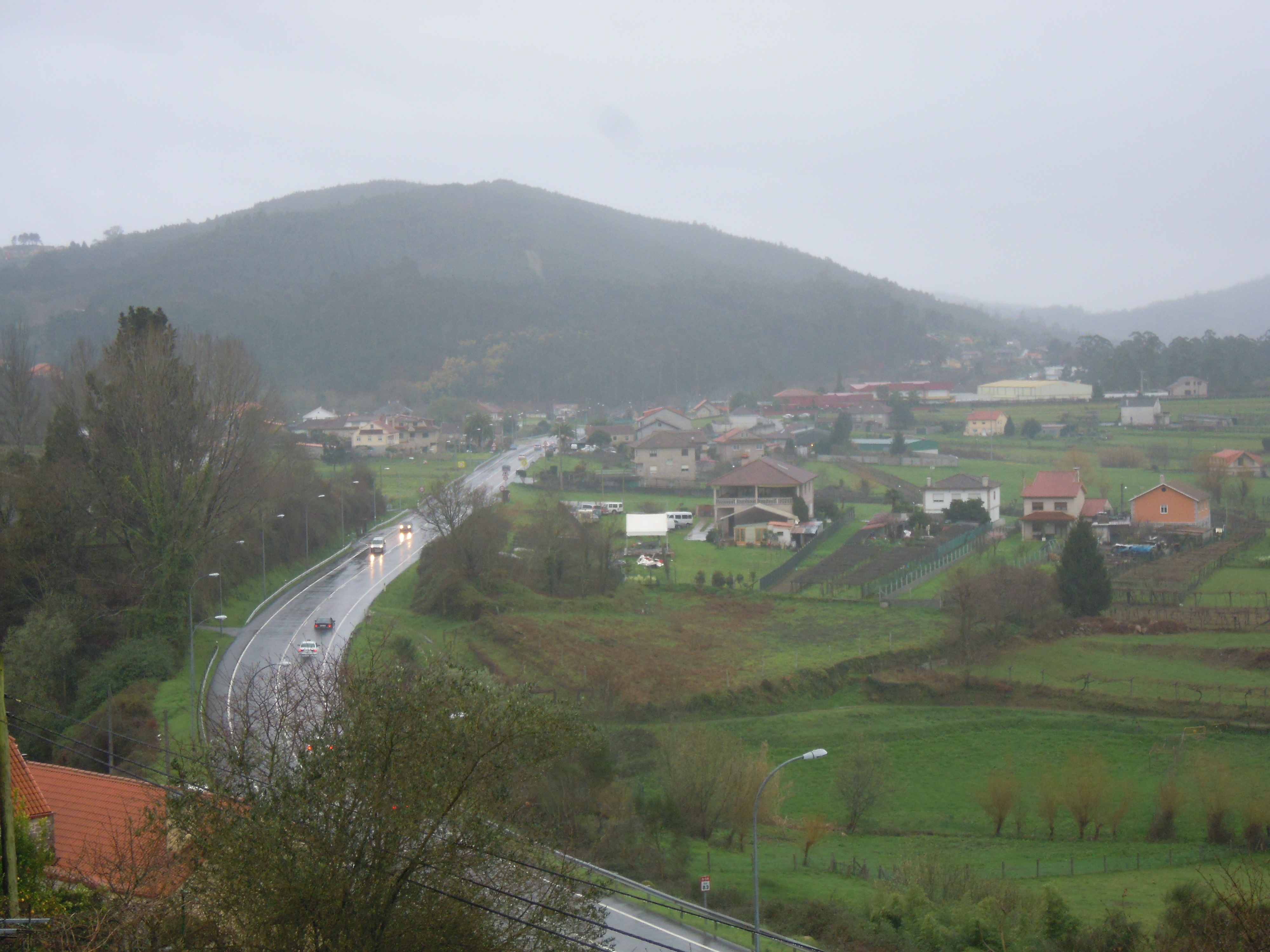
La route traversant Tenorio
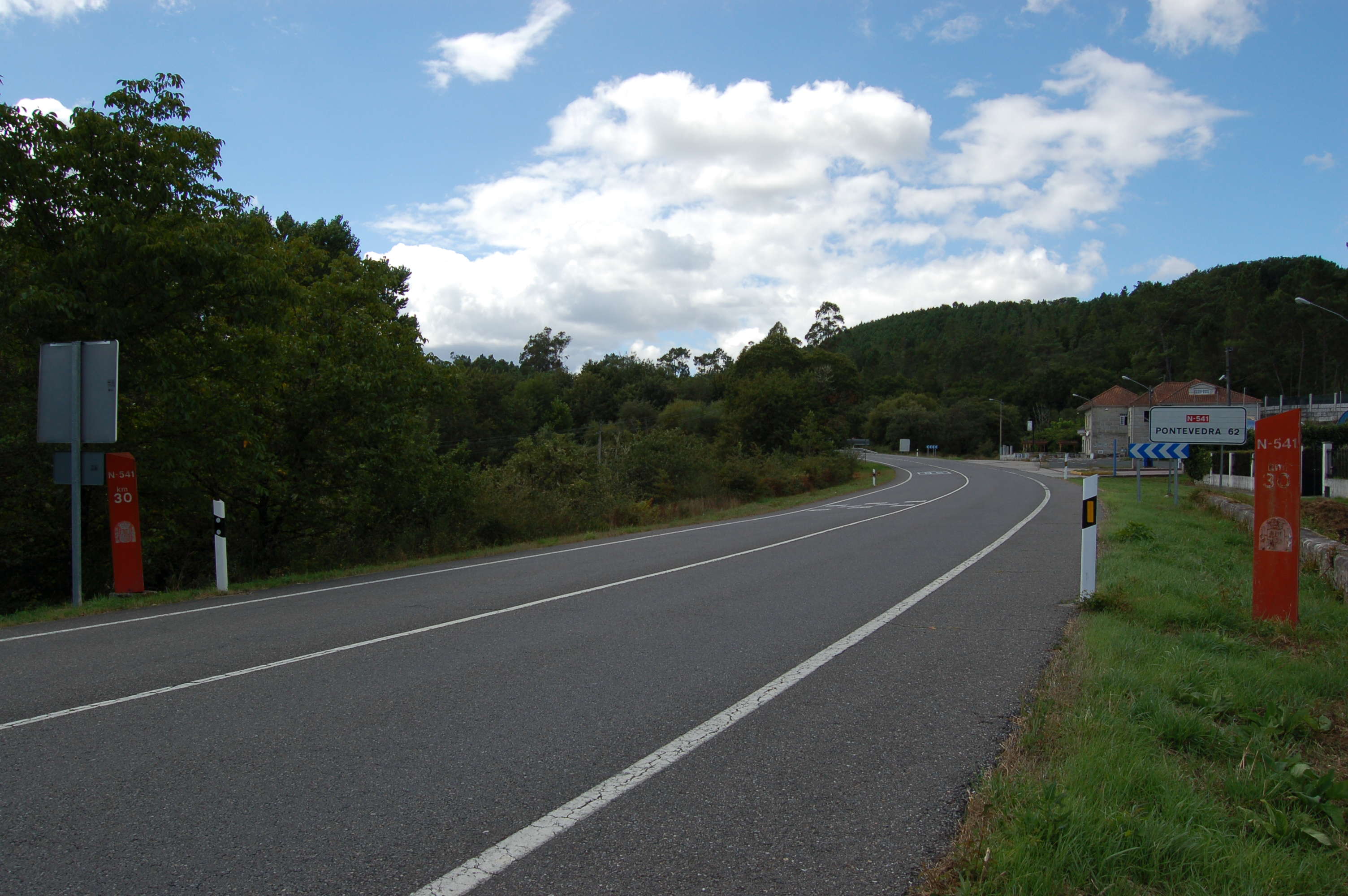
La route traversant la commune de O Carballiño.
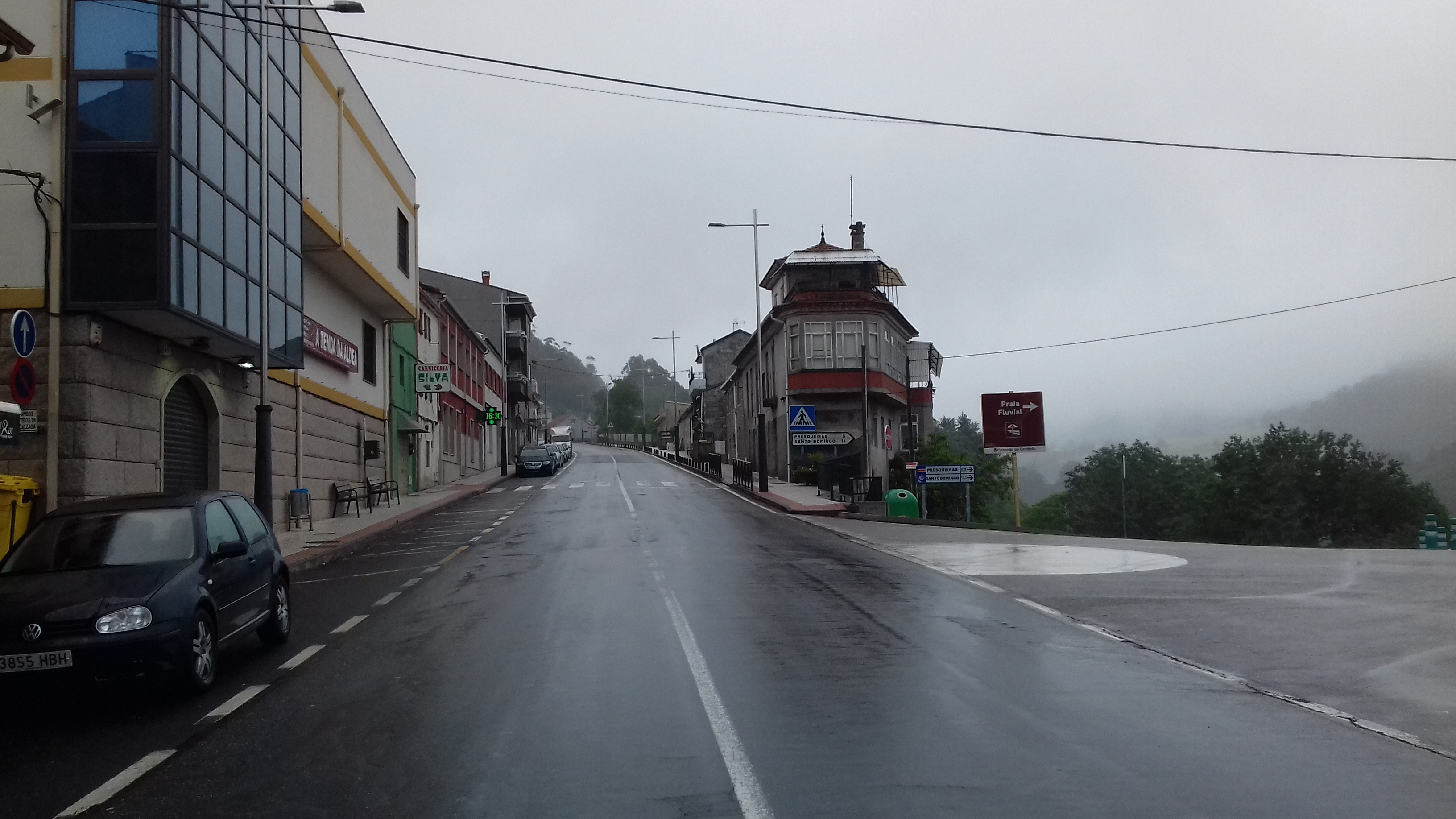
Route traversant Cerdedo.
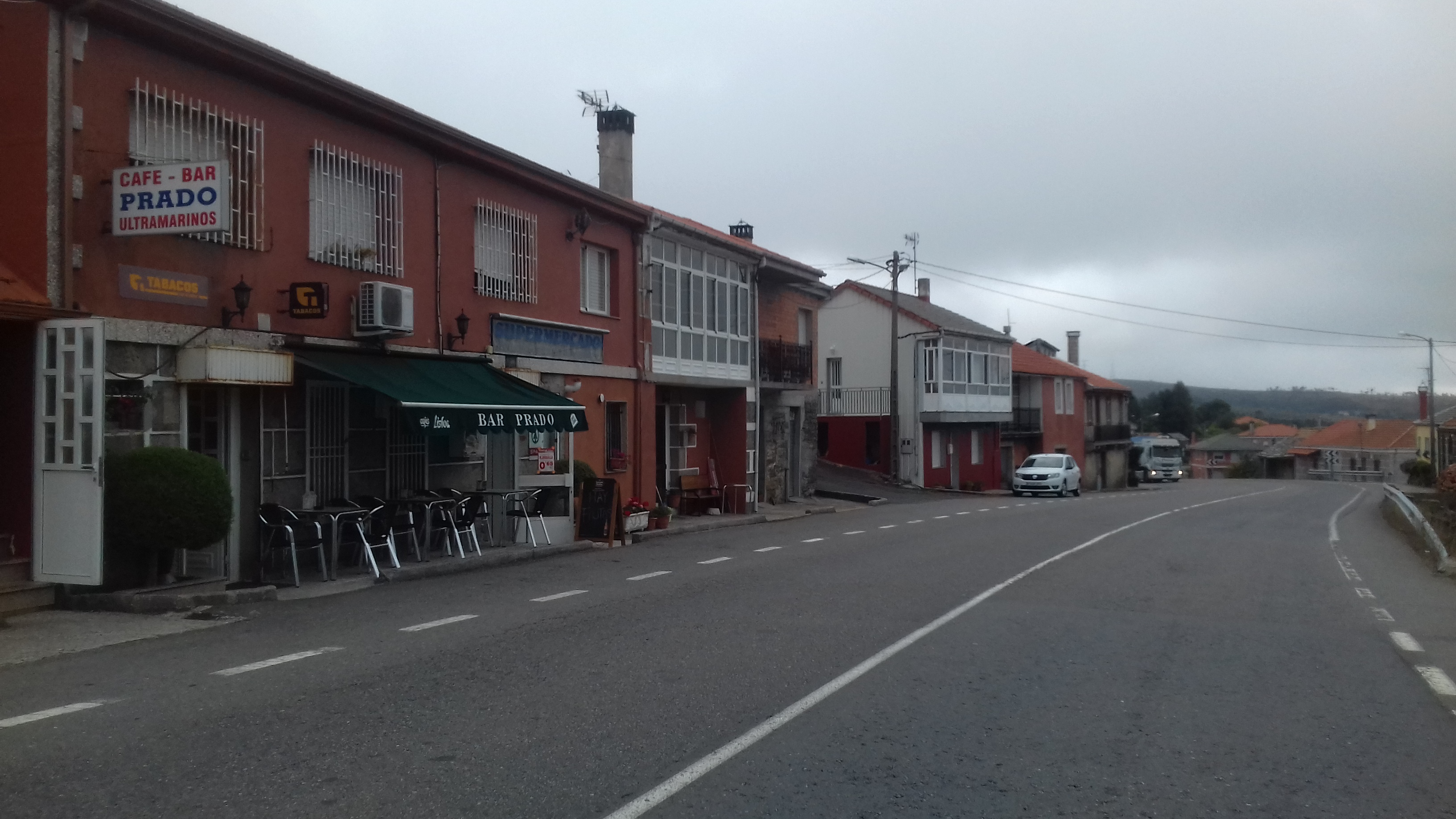
Route dans la commune de Boborás au lieu-dit O Regueiro.

## Voir également
- PO-10
- PO-11
- PO-12